# Surgical Oncology Clinics of North America
Surgical Oncology Clinics of North America, abgekürzt Surg. Oncol. Clin. N. Am., ist eine wissenschaftliche Fachzeitschrift, die vom Elsevier-Verlag veröffentlicht wird. Die Zeitschrift erscheint mit vier Ausgaben im Jahr. Es werden Übersichtsarbeiten veröffentlicht, die sich mit der chirurgischen Behandlung von malignen Erkrankungen beschäftigen.
Der Impact Factor lag im Jahr 2014 bei 1,806. Nach der Statistik des ISI Web of Knowledge wird das Journal mit diesem Impact Factor in der Kategorie Chirurgie an 83. Stelle von 198 Zeitschriften und in der Kategorie Onkologie an 163. Stelle von 211 Zeitschriften geführt.